# Jacques Guérin
Jacques Guérin (París, 23 de juny de 1922 - Luzarches, 6 d'agost de 2000) fou un industrial de perfumeria francès. A més d'empresari, fou un filantrop i un gran col·leccionista, apassionat dels manuscrits i dels llibres.

## Trajectòria
Fill natural de Jeanne Louise Guérin i de Gaston Monteux, richissime industrial del calçat (va crear les sabates Raoul), Jacques Guérin descobreix molt jove la seva passió dels llibres rars i els manuscrits d'escriptors.
Adquireix, entre d'altres, els manuscrits del Diable au corps i del Bal du comte d'Orgel de Raymond Radiguet, l'any 1928 a Jean Cocteau. Més endavat, compra a Marthe Amiot, la vídua de Robert Proust, diferents quaderns manuscrits d'A la recerca del temps perdut de Marcel Proust (coneguts sota el nom de «Cahiers Guérin»), així com cartes de l'autor, fotografies i el primer joc de proves corregides de Pel cantó d'en Swan. Jacques Guérin fou amic d'Erik Satie, Picasso, Maurice Rostand, Madeleine i Marcelin Castaing, Maurice Sachs, Jean Cocteau, Colette, Glenway Wescott, René Béhaine, Fenosa i molts altres artistes i escriptors. Va conèixer, entre d'altres, Djuna Barnes, Mireille Havet, Soutine, Bonnard i Vuillard.
L'any 1936, assumeix la direcció de Parfums d'Orsay i reparteix la seva vida entre el seu pis parisenc, la fàbrica situada a Puteaux i la seva propietat a Luzarches, adquirida l'any 1947. Crea diversos perfums que marquen una fita i fa que René Lalique col·labori amb l'empresa, per als seus flascons. El setembre de 1947 coneix Violette Leduc, de la qual va admirar el primer llibre, L'Asfíxia, gràcies a Jean Genet, a qui coneix el març 1947, i a qui compra el manuscrit de Querelle de Brest, novel·la d'altra banda dedicada a Jacques Guérin («à Jacques G.»).
Violette Leduc s'enamorà de Jacques Guérin sense ser corresposta i amb una intensitat que ratllarà la bogeria. Fou el començament d'una amistat fidel però difícil. Jacques feu publicar als seus costos les edicions de luxe de dos llibres de Violette: L'Affamée (La Famolenca) (que li dedica) i Thérèse et Isabelle (també dedicat a Guérin), primera part de la seva novel·la anomenada Ravages (Estralls), censurada per Gallimard l'any 1954, i que Jacques Guérin publicarà a part l'any 1955 (amb un tiratge molt restringit, de 28 exemplars).
L'any 1953, adquireix el manuscrit d'Une saison en enfer d'Arthur Rimbaud, al llibreter parisenc Henri Matarasso.
L'any 1982, abandona la presidència dels Parfums d'Orsay. L'any següent organitza una primera venda dels seus manuscrits. La Biblioteca nacional de França va aconseguir exercir el dret d'adquisició preferent d'algunes peces, entre les quals els manuscrits de Proust. El 17 de novembre de 1998 es du a terme una nova venda per Michel Castaing, la vuitena: l'Estat francès adquireix el manuscrit d'Une saison en enfer per 2,9 milions de francs. S'hi trobaven igualment deu poemes autògrafs de Rimbaud i dues cartes originals signades per Isidore Ducasse.
La biblioteca de Jacques Guérin estava composta per més de 2.000 exemplars, anant de Montaigne a Genet, passant per la primera edició en vuit volums de les peces de Molière, la qual cosa constitueix Guérin en, segurament, el més gran col·leccionista de llibres i manuscrits francesos del segle xx.
L'any 1991 llegà a la ciutat de Chartres els quadres del seu germà, el pintor Jean Guérin (14 de setembre de 1903-28 de juliol de 1966).

## Vida privada
Jacques Guérin va viure, durant prop de cinquanta anys, amb el seu fidel company, Jean Boy (1907-1980), modista, originari de Arcaishon. Era l'oncle de François Reichenbach, i aquest era el fill d'una germanastra de Jacques Guérin, Germaine Monteux.

## En versions cinematogràfiques
- Jacques Guérin és interpretat per Olivier Gourmet al film Violette de Martin Provost (2013).